# FBI Counterterrorism Division

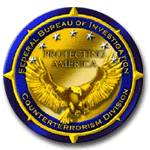
Emblem der CTD

Die FBI Counterterrorism Division (CTD; deutsch: „Abteilung Terrorismusabwehr“) ist die Abteilung der Bundespolizei Federal Bureau of Investigation der Vereinigten Staaten von Amerika, die mit Terrorzellen innerhalb der Vereinigten Staaten beauftragt ist. Außerdem stellt sie Informationen über Terrorismus außerhalb des Landes bereit und verfolgt bekannte Terroristen weltweit. Seit den Terroranschlägen am 11. September 2001 erhält die CTD stetig anwachsende Finanzierung und Mitarbeiter.
Ihr Sitz ist in Washington, D.C.